# Bathysmatophorus lineatulus
Bathysmatophorus lineatulus är en insektsart som beskrevs av Anufriev 1971. Bathysmatophorus lineatulus ingår i släktet Bathysmatophorus och familjen dvärgstritar. Inga underarter finns listade i Catalogue of Life.